# Бійцівська рибка (фільм)
«Бійцівська рибка» (англ. Rumble Fish) — американський фільм Френсіса Форда Копполи за однойменною новелою С. Е. Хінтон. Протягом довгого часу зберігає за собою статус «культового кіно». Саме цей фільм подарував світові таких акторів як Метт Діллон і Ніколас Кейдж.

## Сюжет
У центрі фільму — юний Рості Джеймс (Діллон), лідер невеликої молодіжної банди промислового містечка. Брат Рості, Мотоцикліст (Мікі Рурк), колишній «король» міста, з'являється в сцені бійки банди Рості і його ворогів, повернувшись після довгої відсутності. Розсіяний і загадковий, Мотоцикліст, здається, дещо по-іншому дивиться на навколишню дійсність. Були часи, коли він був лідером банди і під його керівництвом вона не знала поразок. Але тепер у місто прийшов героїн і банди залишилися в минулому. Рості Джеймс хоче стати таким як брат, і сумує за минулим. А Мотоцикліст, дальтонік і майже глухий, не бачить в житті більше нічого цікавого. В кінці фільму, слідуючи останній волі свого брата, Рості Джеймс втікає від міщанського світу, в якому розчиняються члени банди, один на своєму мотоциклі.
Фільм примітний своїм авангардним стилем: домінування чорно-білої стилістики змінюється кольоровими вкрапленнями, використовуються глибокий фокус і ефекти провалів у часі, щоб передати особливості поглядів головних героїв. Бійцівські рибки, винесені в назву стрічки, дані в кольорі, хоча плавають у чорно-білому акваріумі. Саундтрек, виконаний барабанником «The Police» Стюартом Коуплендом додає фільму приголомшливу сюрреалістичну атмосферу.

## У ролях
- Мікі Рурк — Мотоцикліст,
- Метт Діллон — Рості Джеймс,
- Денніс Гоппер — батько,
- Даян Лейн — Петті,
- Дайана Скаруід — Кассандра,
- Вінсент Спано — Стів,
- Ніколас Кейдж — Смокі,
- Кріс Пенн — Б.Дж. Джексон,
- Лоуренс Фішборн — Міджет,
- Том Вейтс — Бенні,
- Вільям Сміт — поліцейський Паттерсон,
- Софія Коппола — Донна.

## Нагороди
- Головний приз на фестивалі в Сан-Себастьяні.